# セルナ級揚陸艇
セルナ級揚陸艇（セルナきゅうようりくてい、露: Десантные катера проекта 11770。11770型揚陸艇）は、ロシア海軍向けに建造された、エアー・キャビティ・システムを備えた上陸用舟艇である。
ニジニ・ノヴゴロドのアレクセーエフ水中翼船中央設計局によって設計された。「セルナ」とは偶蹄目の一種シャモアのことである。

## 概略
セルナ級の特徴はエアー・キャビティ・システム（ACS）で、これは加圧された人工的な空気膜（あるいは多数の気泡）で船底を覆うものである。船体の大部分を直接水に触れないようにすることで、水の抵抗（摩擦）を減らして船の移動を容易にし、最大30ノットという高速を発揮可能である。
もうひとつの特徴は推進器で、通常のプロペラスクリューを用いるのでなく、新式のウォータージェット推進用のインペラーを用いている。これは、ACSによって常時発生している気泡を含んだ液体中でも効率的に船を推進することが出来るように設計されている。これはVVDと呼ばれており、従来型のウォータージェットと異なり、VVDには水流をジェット状にするためのノズルが存在せず、直接にインペラの羽が取り付けられている。

## 建造と運用
1994年から2014年にかけて、ニジニ・ノヴゴロドのヴォルガ造船所で11隻、ウラジオストクのボストチナヤ造船所によって1隻の合計12隻が建造された。そのほかに、輸出用として、4隻が1994年から1995年にかけて建造された。輸出仕様の4隻は、1隻がエストニアに、3隻がアラブ首長国連邦に売却された。

### ロシア海軍
2016年時点でのロシア海軍での配備状況は以下の通り。括弧内は艦番号。
- バルト艦隊： D-67 (747)、 D-1441 「コントル・アドミラル・デミドフ」 (613, 746)[注釈 3]、 D-1442 「コントル・アドミラル・オレーニン」 (616, 799)[注釈 4]
- 黒海艦隊： D-144 (575), D-199 (544)
- 太平洋艦隊： D-107 (650)
- カスピ小艦隊: D-56 (634), D-131 (631), D-156 (630)

### アラブ首長国連邦
アラブ首長国連邦海軍に導入された艇は、軍ではあまり長期間使われず、1998年に民間に移管された。

### エストニア
エストニアに売却された1隻はエストニア警察・国境警備隊に所属するPVL–104 Tiirとして運用された後、2004年に行われたオークションで、41万クローンで払い下げられた。自然保護団体によって、海洋プラスチック回収のために使用されている。

## 実戦参加
2022年ロシアのウクライナ侵攻の際、ズミイヌイ島（蛇島）に接岸していたセルナ級1隻が、2022年5月6日にウクライナのバイラクタルTB2ドローンの攻撃を受けて破壊された。Oryxによるオープン・ソース・インテリジェンスに基づく分析では、船上に対空車両9A331 TLAR（9K331 トールM1対空ミサイル装備）が積載されていたが、これもドローン攻撃で破壊された。
5月12日にマクサー・テクノロジーズが撮影した衛星画像では、そのセルナ級が攻撃を受けた付近で海没している様子と、別のセルナ級1隻が海上で急旋回してミサイル攻撃と見られる白煙から逃れている姿が含まれていた。

## ギャラリー

右舷から描いたセルナ級揚陸艇
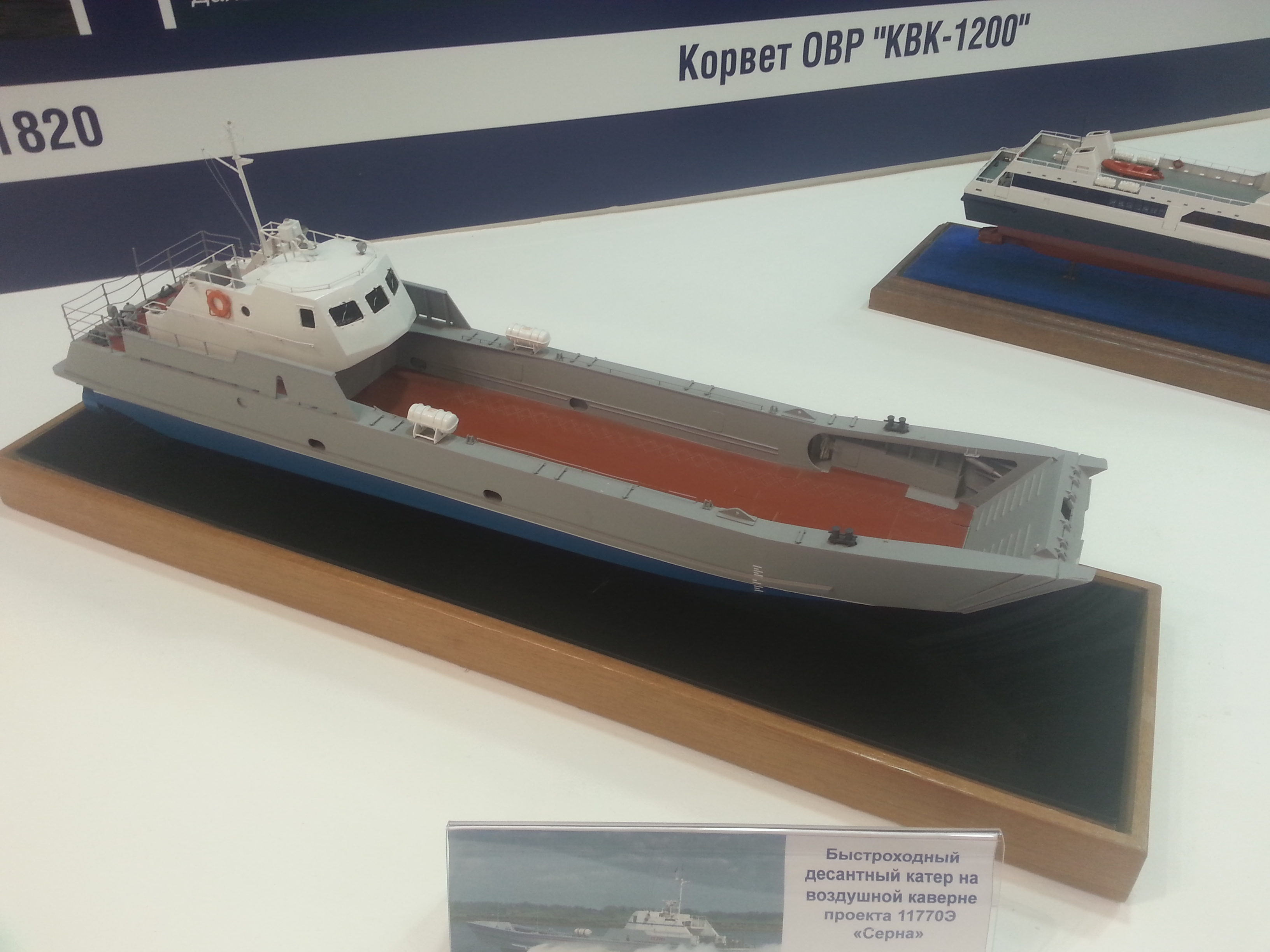
セルナ級の模型。構造が見て取れる。
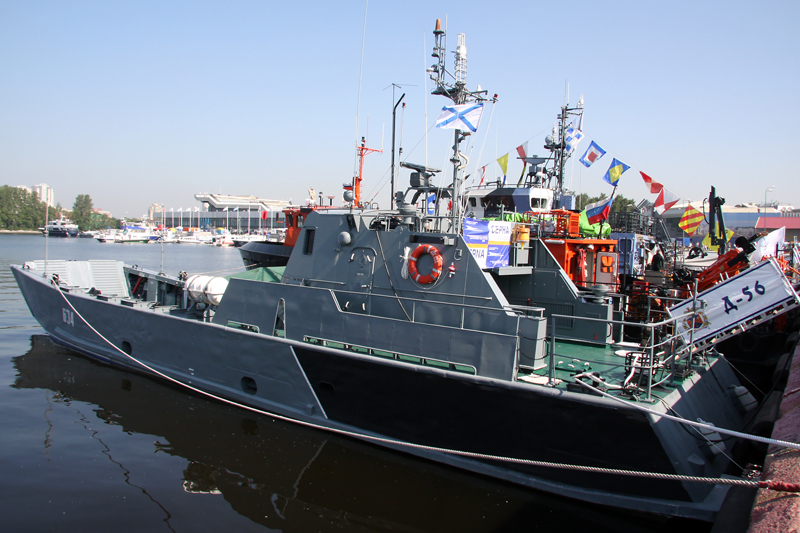
D-56。サンクトペテルブルク開催のIMDS 2011[注釈 5]にて。
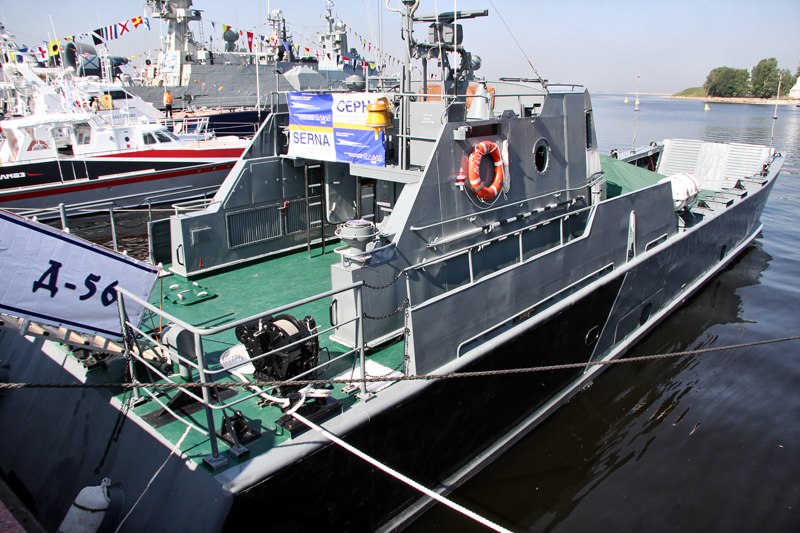
D-56。同じくIMDS 2011にて。
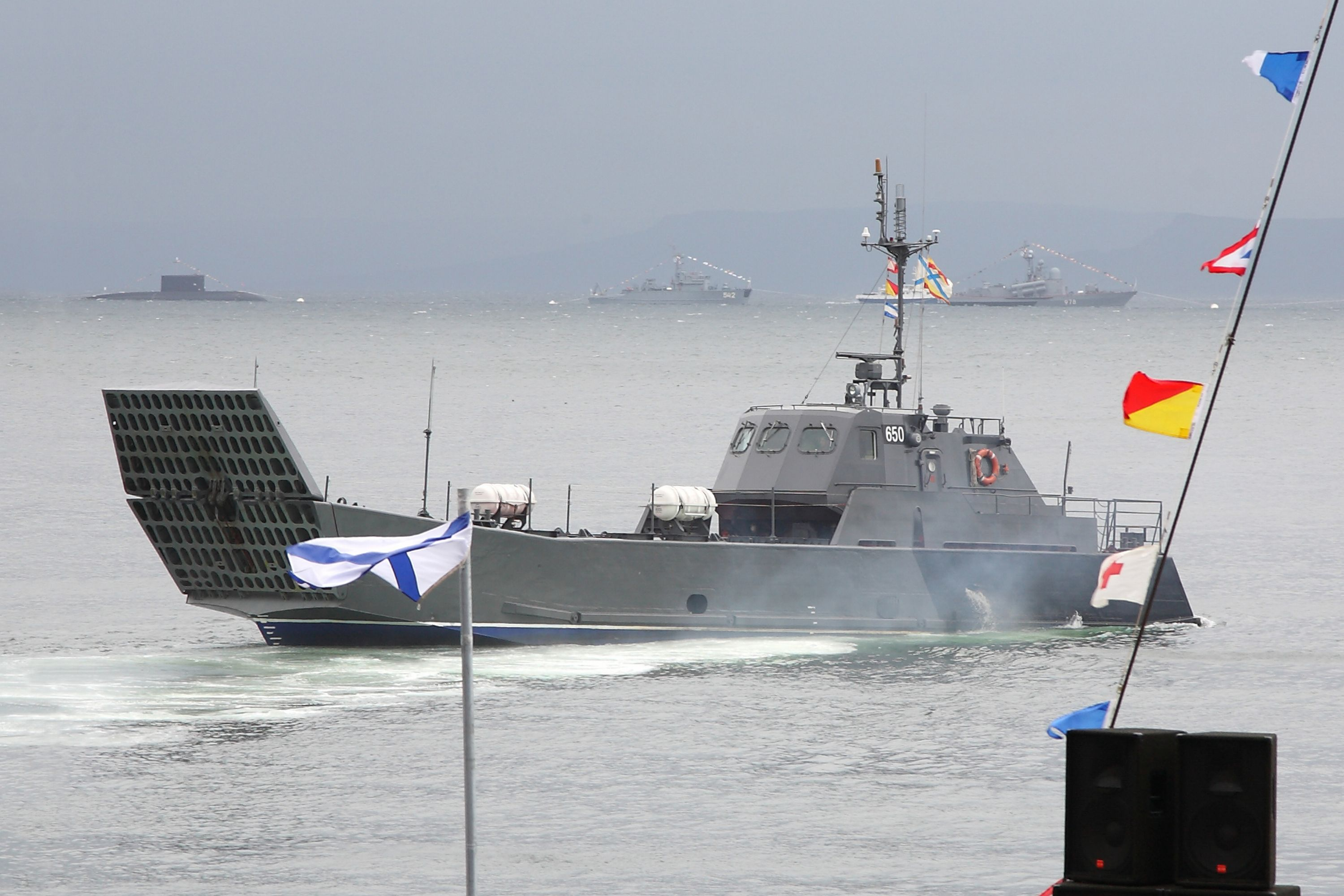
D-107。2012年のアムール湾（ウラジオストク沖）
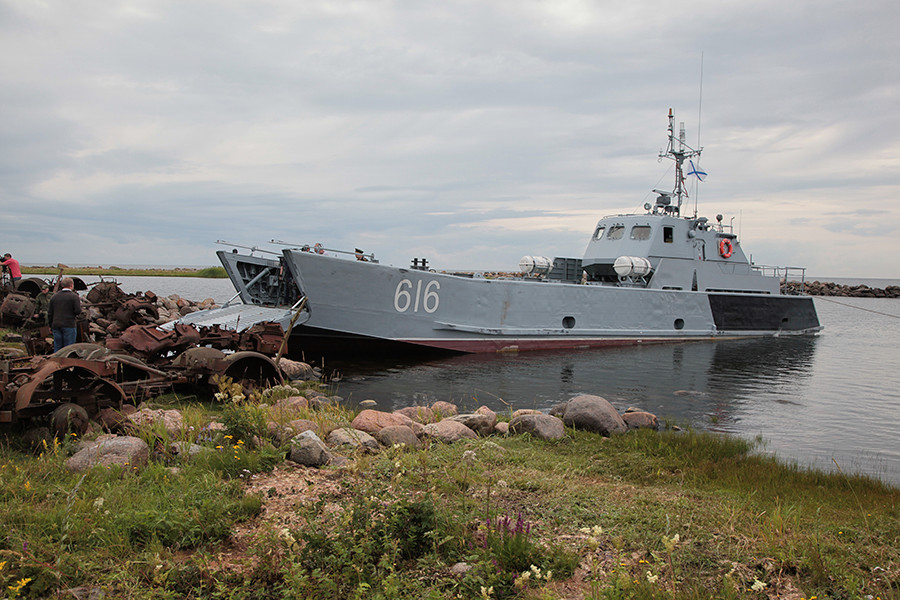
D-1442 「コントル・アドミラル・オレーニン」。2015年のフィンランド湾の島にて。
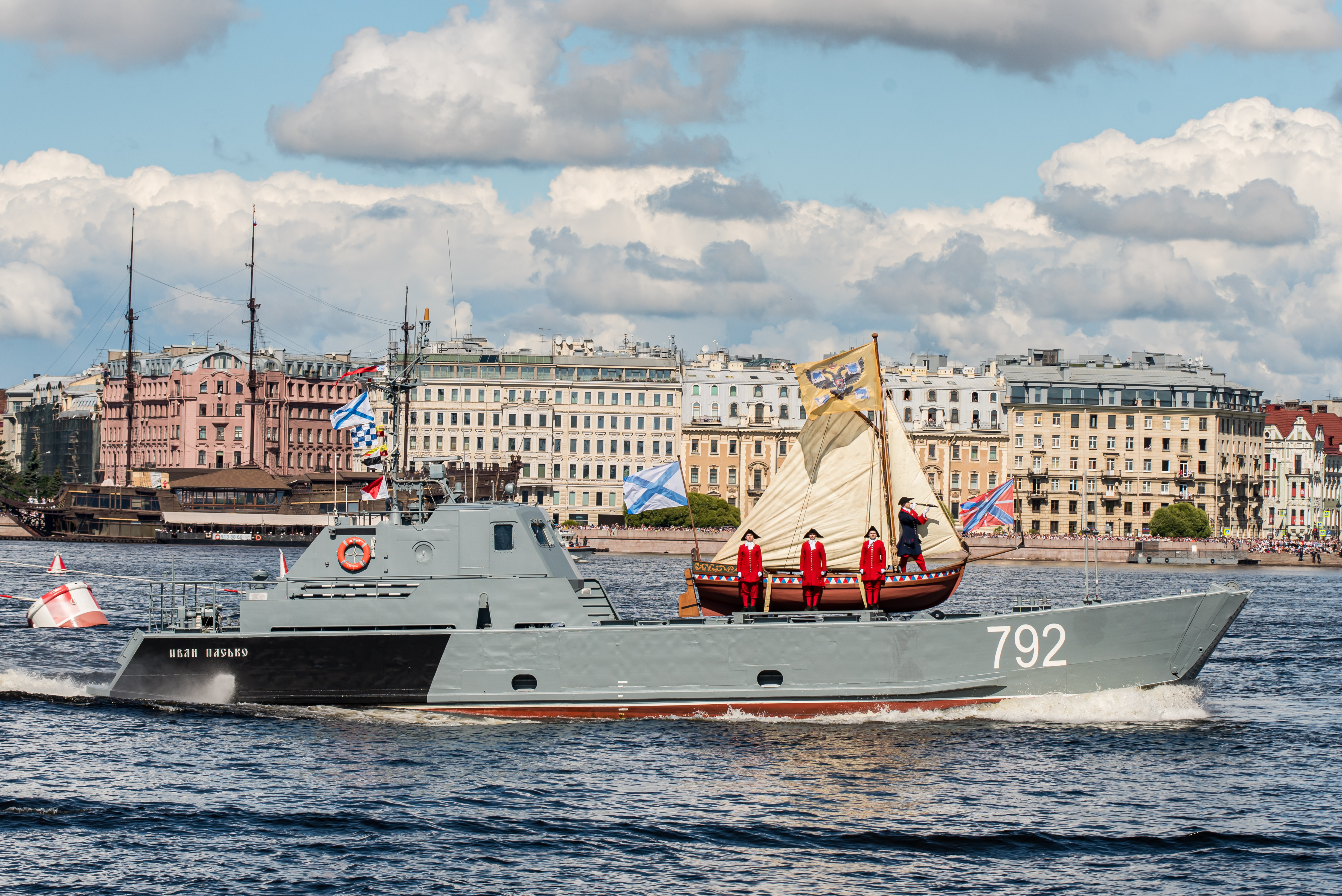
「イワン・パスコ」。2020年の海軍記念日（英語版）のサンクトペテルブルクにて。艦上に展示されているのはピョートル大帝のボート[注釈 6]